# مراد أبو مراد
مراد أحمد محمد أبو مراد، قيادي فلسطيني في حركة المقاومة حماس وقائد العمليات الجوية، كان ممن خططوا لهجمات 7 أكتوبر 2023 أو ما يعرف بعملية طوفان الأقصى.

## مقتله
أعلن جيش الإحتلال الإسرائيلي عن مقتل أبو مراد يوم الجمعة الموافق 13 أكتوبر 2023 خلال ضربة جوية على مركز قيادي لحماس نفذت الحركة منه نشاطها الجوي.